# Данијел Субашић
Данијел Субашић (Задар, 27. октобар 1984) бивши је хрватски фудбалер који је играо на позицији голмана.

## Клупска каријера

### Задар
Субашић је отпочео своју професионалну каријеру у клубу из свог родног града Задру у сезони 2003/04. Испадањем Задра из прве лиге у сезони 2004/05. постао је први голман тима који се такмичио у другој лиги Хрватске.

### Хајдук Сплит
У лето 2008. године позајмљен је Хајдуку из Сплита и одмах постао први голман, наступивши на свих 18 мечева у сезони 2008/09. Током зимског прелазног рока, клуб је одлучио да позајмицу претвори у трајни трансфер. Субашић је у наставку задржао место првог голмана и уписао још 13 наступа за клуб. Раније у сезони наступао је на три утакмице квалификација за Лигу Европе.
Током своје друге сезоне у Хајдуку (сезона 2009/10.) одиграо је укупно 28 лигашких утакмица, као и две утакмице у квалификацијама за Лигу Европе. Својим наступима помогао је клубу да освоји куп Хрватске.
У сезони 2010/11. одиграо је 20 утакмица у лиги. Почетком новембра доживео је повреду колена, која га је удаљила са терена скоро до нове године. Био је први голман тима и пре и након што се опоравио од повреде. Те сезоне Хајдук се пласирао у Лигу Европе, а Данијел је бранио на свим утакмицама у том такмичењу.

### Монако
У јануару 2012. године Субашић се прикључио Монаку који се мучио у Француској другој лиги. Наступио је на 17 мечева у сезони 2011/12. и на пет мечева остао несавладан. У последњем колу сезоне против Булоња постигао је гол из слободног ударца који је његовом тиму донео победу резултатом 2-1. У новој сезони Субашић је имао велику улогу у освајању титуле првака Лиге 2 и преласку у виши ранг. Пропустио је само 3 утакмице. Дана 10. августа 2013. године дебитовао је у Лиги 1 у победи Монака против Бордоа резултатом 2-0. У првој лиги, остао је несавладан на 4 утакмице, а у првих 13 утакмица његов тим није поражен на 11. У сезони 2013/14. Субашић је одиграо 35 мечева, а Монако је завршио такмичење на другом месту. Током сезоне 2014/15. Субашић није примио гол на 8 узастопних утакмица у Француској лиги. Дана 8. фебруара 2015. године његова импресивна серија од 842 минута без примљеног гола је окончана у мечу против Генгана, који је његов тим играо као гост.
Дана 8. јуна 2020. године, након што је провео скоро осам година у редовима Кнежева, Субашић је најавио свој одлазак из Монака.

## Репрезентација
Субашић је дебитовао за репрезентацију Хрватске до 21. године у пријатељском мечу против Данске 1. марта 2006. године. Исте године наступио је 6 пута за репрезентацију, укључујући и два такмичарска меча у квалификацијама за Европско првенство 2007.
У 2009. години позван је за први тим репрезентације, за који је дебитовао 14. новембра у пријатељском мечу против Лихтенштајна у Винковцима. Одиграо је свих 90 минута и остао несавладан, пошто је Хрватска у том мечу славила резултатом 5-0. У 2010. уписао је још два наступа у пријатељским мечевима, које је Хрватска одиграла у гостима против Аустрије и Естоније. На оба меча остао је несавладан. Након што се Стипе Плетикоса опростио од репрезентације у 2014. години, Субашић је постао први голман репрезентације.

## Статистика каријере

### Клуб
Ажурирано: 28. јануар 2018..
| Клуб              | Сезона            | Лига     | Лига   | Куп      | Куп    | Лига куп | Лига куп | Европа1  | Европа1 | Остало2  | Остало2 | Укупно   | Укупно |
| Клуб              | Сезона            | Утакмица | Голова | Утакмица | Голова | Утакмица | Голова   | Утакмица | Голова  | Утакмица | Голова  | Утакмица | Голова |
| ----------------- | ----------------- | -------- | ------ | -------- | ------ | -------- | -------- | -------- | ------- | -------- | ------- | -------- | ------ |
| НК Задар          | 2003/04           | 1        | 0      | –        | –      | –        | –        | –        | –       | –        | –       | 1        | 0      |
| НК Задар          | 2004/05           | 12       | 0      | –        | –      | –        | –        | –        | –       | –        | –       | 12       | 0      |
| НК Задар          | 2005/06           | 27       | 0      | 1        | 0      | –        | –        | –        | –       | –        | –       | 28       | 0      |
| НК Задар          | 2006/07           | 13       | 0      | –        | –      | –        | –        | –        | –       | –        | –       | 13       | 0      |
| НК Задар          | 2007/08           | 28       | 0      | –        | –      | –        | –        | –        | –       | –        | –       | 28       | 0      |
| НК Задар          | Укупно            | 81       | 0      | 1        | 0      | 0        | 0        | 0        | 0       | 0        | 0       | 82       | 0      |
| ХНК Хајдук Сплит  |                   |          |        |          |        |          |          |          |         |          |         |          |        |
| 2008/09           | 31                | 0        | 8      | 0        | –      | –        | 3        | 0        | –       | –        | 42      | 0        |        |
| 2009/10           | 28                | 0        | 6      | 0        | –      | –        | 2        | 0        | –       | –        | 36      | 0        |        |
| 2010/11           | 20                | 0        | –      | –        | –      | –        | 7        | 0        | 1       | 0        | 28      | 0        |        |
| 2011/12           | 16                | 0        | 2      | 0        | –      | –        | 2        | 0        | –       | –        | 20      | 0        |        |
| Укупно            | 95                | 0        | 16     | 0        | 0      | 0        | 14       | 0        | 1       | 0        | 126     | 0        |        |
| Монако            | 2011/12           | 17       | 1      | –        | –      | –        | –        | –        | –       | –        | –       | 17       | 1      |
| Монако            | 2012/13           | 35       | 0      | –        | –      | –        | –        | –        | –       | –        | –       | 35       | 0      |
| Монако            | 2013/14           | 35       | 0      | –        | –      | –        | –        | –        | –       | –        | –       | 35       | 0      |
| Монако            | 2014/15           | 37       | 0      | –        | –      | –        | –        | 10       | 0       | –        | –       | 47       | 0      |
| Монако            | 2015/16           | 36       | 0      | –        | –      | –        | –        | 4+6      | 0       | –        | –       | 46       | 0      |
| Монако            | 2016/17           | 34       | 0      | –        | –      | 4        | 0        | 14       | 0       | –        | –       | 52       | 0      |
| Монако            | 2017/18           | 21       | 0      | 0        | 0      | 0        | 0        | 3        | 0       | 1        | 0       | 25       | 0      |
| Монако            | Укупно            | 215      | 1      | 0        | 0      | 4        | 0        | 39       | 0       | 1        | 0       | 259      | 1      |
| Укупно у каријери | Укупно у каријери | 391      | 1      | 17       | 0      | 4        | 0        | 53       | 0       | 2        | 0       | 467      | 1      |

1Европска такмичења укључујући Лигу шампиона и Лигу Европе.
2Укључујући друга такмичења, као што је Хрватски супер куп.

### Репрезентација
Ажурирано: 23. јануар 2017..
| 2009   | 1  | 0 |
| 2010   | 2  | 0 |
| 2011   | 0  | 0 |
| 2012   | 1  | 0 |
| 2013   | 1  | 0 |
| 2014   | 6  | 0 |
| 2015   | 7  | 0 |
| 2016   | 10 | 0 |
| 2017   | 5  | 0 |
| Укупно | 33 | 0 |

## Највећи успеси

### Задар
- Друга лига Хрватске (1) : 2006/07. (кроз плеј–оф)

### Хајдук Сплит
- Куп Хрватске (1) : 2009/10.

### Монако
- Првенство Француске (1) : 2016/17.
- Друга лига Француске (1) : 2012/13.

## Приватни живот
Субашићев отац Јован је хрватски држављанин православне вероисповести, по националности Србин из села Заград код Бенковца, док је његова мајка Боја Хрватица, римокатоличке вере. Њено девојачко презиме је Бркљача и пореклом је из села Раштевић близу Бенковца у Равним Котарима. Субашић је одгајан као католик.